# Pottok

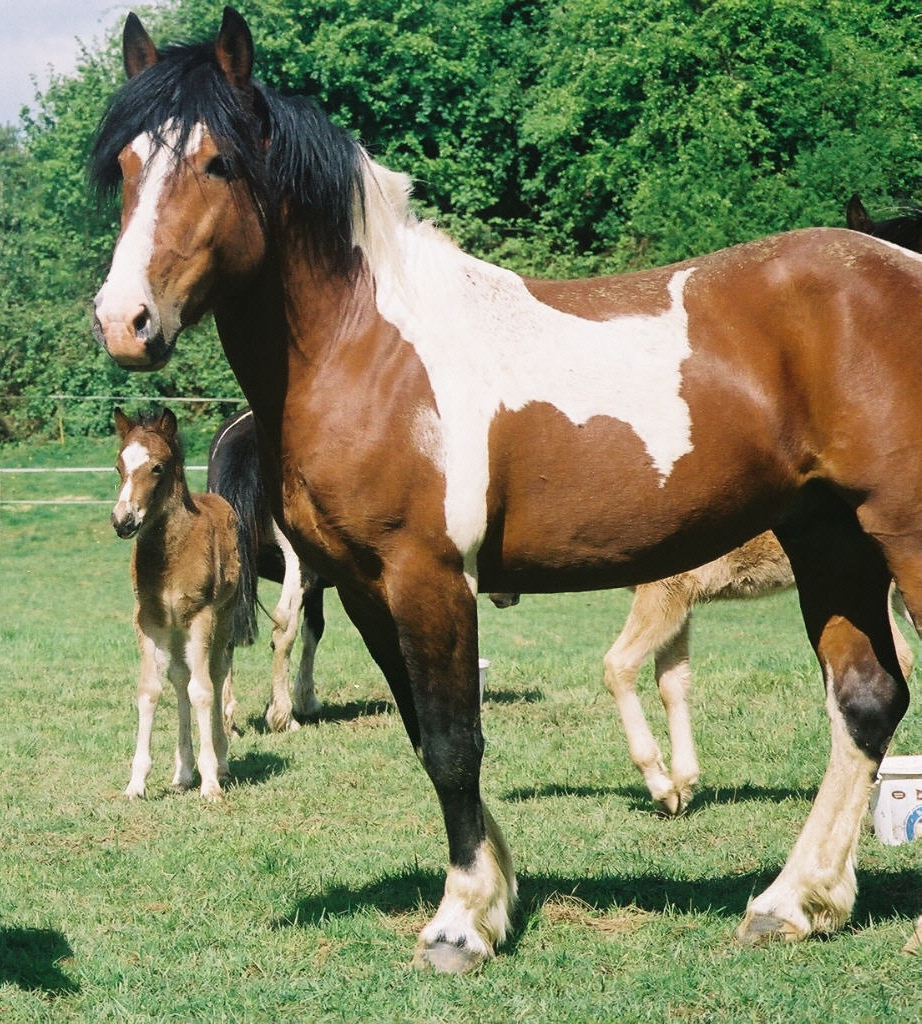
Judo, stallone di Pottok, pluricampione in gara

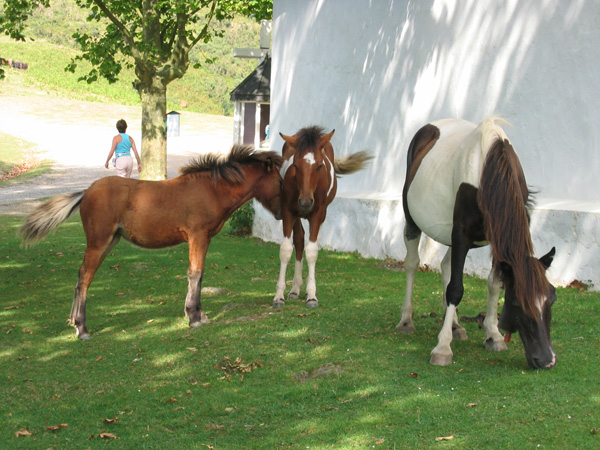
Alcuni ibridi di Pottok

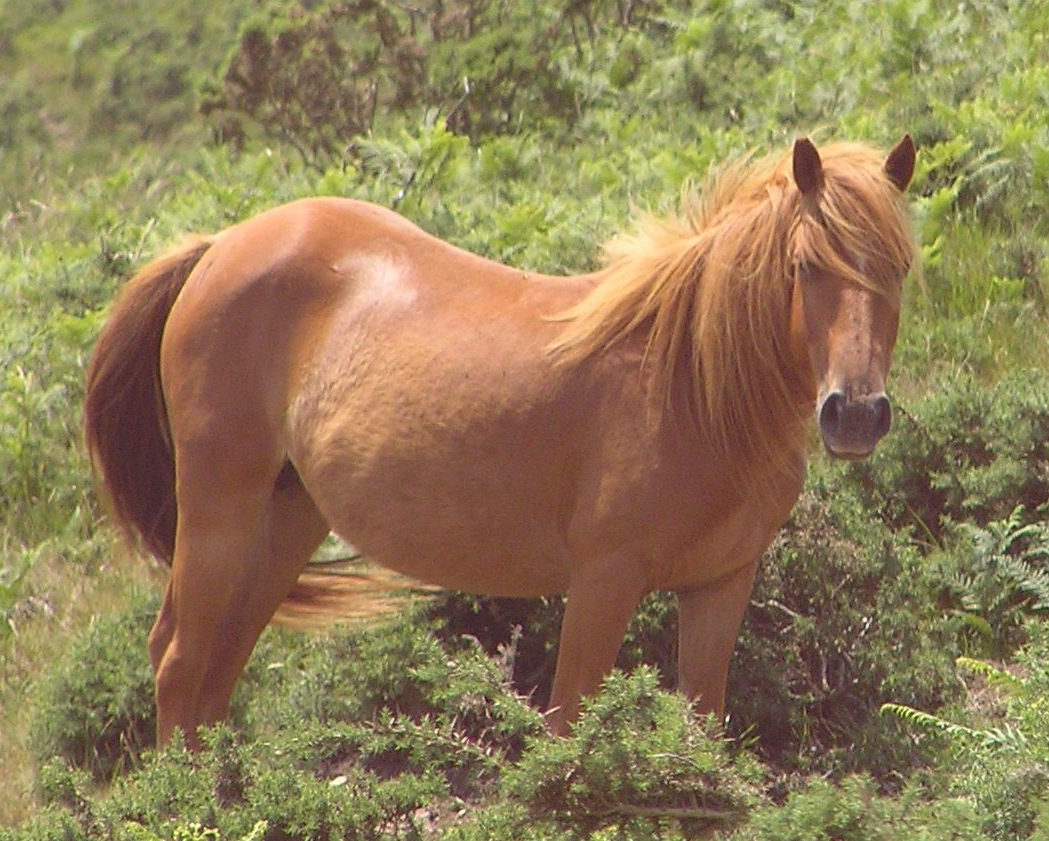
Un pottok in un pascolo della provincia di Labourd

Il pony pottok o semplicemente pottok o pottoka (plurale in basco: pottokiak; plurale in francese: pottoks), noto anche come vasconavarro, è una razza di pony originaria del Paese Basco, presente sia nella zona spagnola (Hegoalde) che nella parte francese (Iparralde). È la razza simbolo della cultura e del costume baschi. È considerata una delle razze più antiche data la sua conformazione pressoché inalterata rispetto alle sue origini. Vive principalmente nella catena montuosa dei Pirenei, per questo è una razza particolarmente adatta al lavoro in ambiente montano. A causa della riduzione areale del suo habitat e dagli incroci con altre razze (in particolare con l'Anglo-Arabo dando vita alla razza Tarbais) è una razza in pericolo di estinzione.

## Etimologia
Il termine "Pottok" significa letteralmente "piccolo cavallo". Questo nome era utilizzato inizialmente per indicare qualsiasi cavallo di bassa statura, successivamente divenne il nome della razza specifica

## Caratteristiche e morfologia
La razza Pottok ha struttura mesomorfa e una conformazione sobria con profili sub-concavi e lineari. I puledri raggiungono lo sviluppo somatico adulto a circa 2 anni di età. Il mantello può variare da baio scuro a morello. È una razza dal temperamento tranquillo, ma energico. Ha un carattere primitivo e rustico, ma docile e nobile, ottimo nel lavoro. È molto prolifico, resistente, robusto ed ha una buona attitudine alla sella.

### Regioni

#### Testa
La testa è asciutta, armoniosa, proporzionata, a profilo concavo o semi-concavo piramidale; presenta due lievi convessità, una a livello inferiore della fronte, l'altra inferiormente alle narici, ciò comporta un ritardo del labbro inferiore sul labbro superiore. Può presentare baffi sul labbro superiore (solamente durante l'inverno, per proteggersi durante l'alimentazione di piante particolarmente spinose). Ha la fronte piatta, narici ampie e labbra spesse. Occhi espressivi, grandi, a forma di mandorla, di colore scuro. Ciuffo corto. Orecchie corte, ben impiantate, molto mobili. Il profilo facciale è dritto o leggermente concavo.

#### Collo
Il collo è corto e da cervo, forte e robusto. La criniera è abbondante.

#### Tronco
Ha il garrese alto, ma non pronunciato. Spalle leggermente oblique, ottima articolazione con gli arti anteriori. Ha il petto forte, più ampio nei maschi. Il torace ha coste convesse che seguono una linea arcuata. La linea dorso lombare è dritta o leggermente insellata. Groppa leggermente obliqua, arrotondata e breve. L'addome è retratto. La coda è abbondante e supera il pastorale.

#### Arti
Gli arti hanno un'eccellente conformazione ossea, sono resistenti, buoni appiombi agli anteriori e posteriori vaccini. Gli arti anteriori sono generalmente magri con un ginocchio robusto, stinco corto, tendini prominenti, d'inverno possono presentare peli più lunghi e folti, ma non superano la corona. Gli arti posteriori presentano cosce sviluppate, glutei e gambe muscolose, garretti larghi e forti, stinchi corti. Ha zoccoli piccoli e forti.

### Dati zoometrici
I dati zoometrici conformi allo standard di razza ufficialmente in vigore dati dal libro genealogico sono:
|                              | Media (μ) | Varianza (σ²) | Deviazione Standard (σ) | Media Femminile | Media Maschile |
| ---------------------------- | --------- | ------------- | ----------------------- | --------------- | -------------- |
| Altezza al garrese           | 123.67    | 16.47         | 4.06                    | 124.97          | 123.48         |
| Altezza alla groppa          | 124.70    | 18.96         | 4.35                    | 124.61          | 125.37         |
| Altezza alla base della coda | 115.76    | 20.49         | 4.53                    | 115.79          | 115.54         |
| Diametro sternale            | 56.47     | 10.27         | 3.21                    | 56.39           | 56.97          |
| Diametro longitudinale       | 126.57    | 40.56         | 6.37                    | 126.63          | 126.14         |
| Larghezza del petto          | 18.28     | 4.78          | 2.19                    | 18.12           | 19.42          |
| Larghezza della groppa       | 41.11     | 9.12          | 3.02                    | 41.16           | 40.77          |
| Lunghezza della groppa       | 37.99     | 9.71          | 3.12                    | 37.95           | 38.29          |
| Perimetro toracico           | 147.52    | 72.00         | 8.49                    | 147.41          | 148.30         |
| Perimetro dello stinco       | 16.12     | 0.74          | 0.86                    | 16.07           | 16.49          |
| Larghezza della testa        | 19.92     | 1.63          | 1.28                    | 19.90           | 20.06          |
| Larghezza facciale           | 15.45     | 1.62          | 1.27                    | 15.40           | 15.80          |
| Larghezza craniale           | 14.79     | 1.31          | 1.15                    | 14.74           | 15.13          |
| Lunghezza della testa        | 52.00     | 11.46         | 3.39                    | 52.02           | 51.83          |
| Lunghezza facciale           | 33.09     |               |                         | 33.15           | 32.61          |
| Lunghezza craniale           | 18.91     | 4.42          | 2.10                    | 18.87           | 19.22          |
| Peso                         | 226.97    | 152.68        | 39.07                   | 226.50          | 230.22         |

## Popolazione, distribuzione e habitat

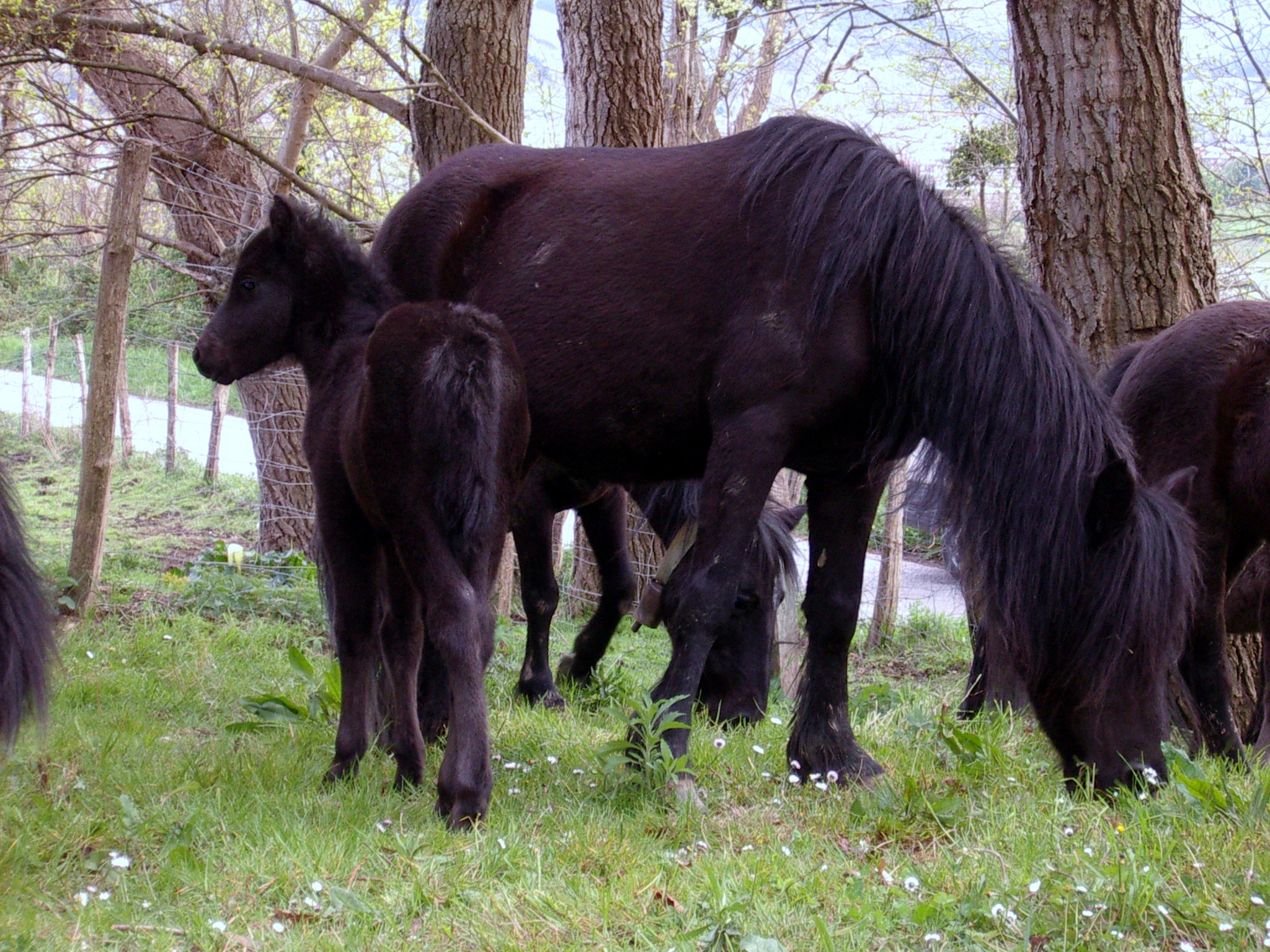
Pottok nella provincia di Gipuzkoa

### Popolazione
Nel 1970 furono censiti 3500 esemplari di Pottok. Con il tempo questo dato si è ridotto notevolmente soprattutto a causa della progressiva urbanizzazione, a partire da valle, dell'habitat prediletto del pony costituito principalmente di pascoli in aree montane. Molti degli esemplari che si trovano oggi hanno subito una forte ibridazione, quindi non si può parlare di razze pure, ma tutti gli esemplari della razza stanno guadagnando di qualità grazie alle misure di protezione adottate.

### Distribuzione
La maggior parte dei Pottok si trovano nella regione della Bassa Navarra (Francia) e nella provincia autonoma di Navarra (Spagna), lungo il confine franco-spagnolo. Nelle montagne delle province di Gipuzkoa, Álava e Biscaglia sono presenti numerosi ibridi di Pottok.

### Habitat

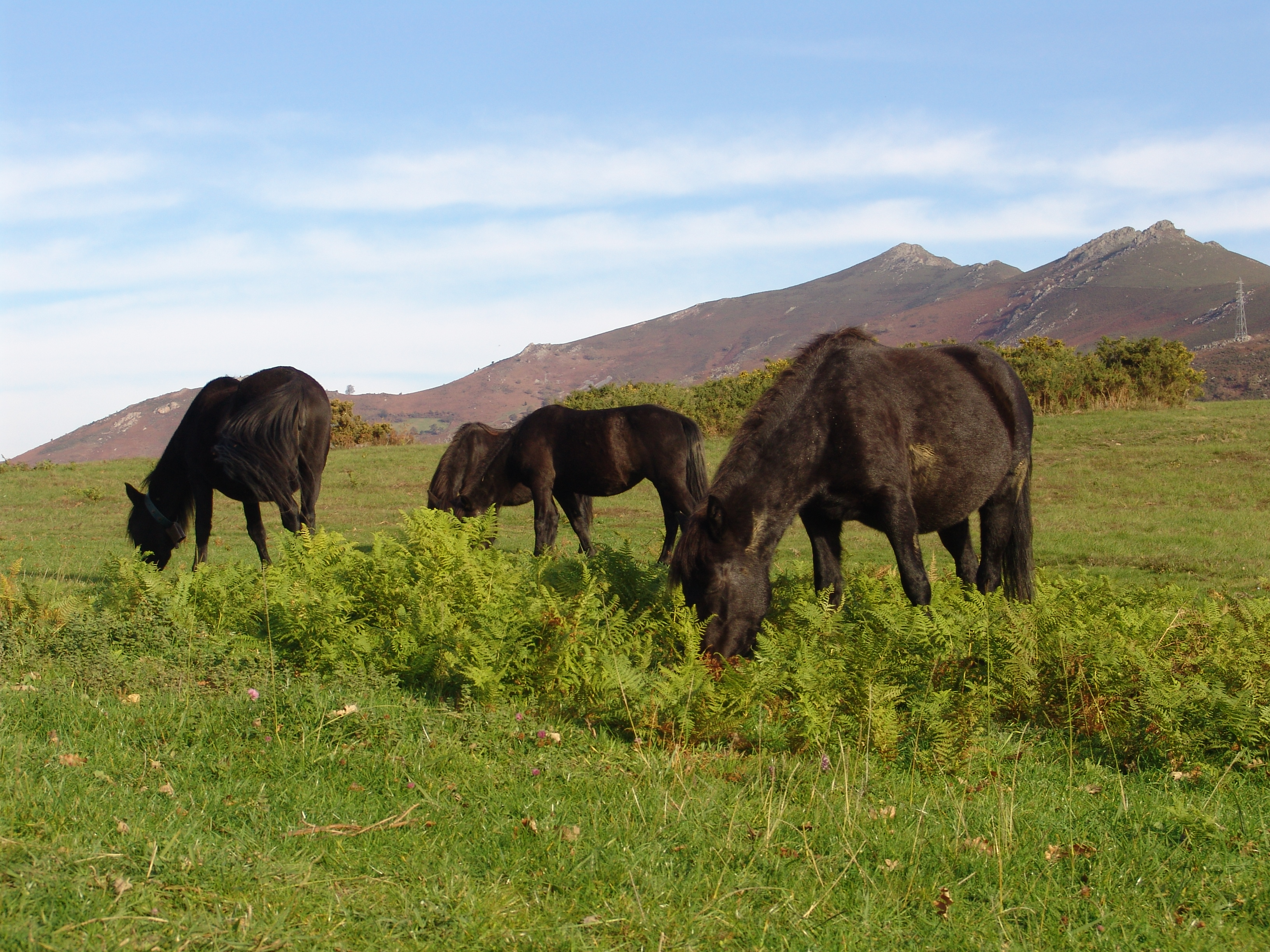
Pottok morelli al pascolo

L'habitat originale del Pottok sono le montagne che segnano il confine tra Labourd e Navarra, sono montagne erose ed arrotondate, con un'altezza media che supera i 1500 m s.l.m. Il territorio montano dove vive il pony è accidentato e ha caratteristiche particolari come il terreno acido, calcareo e povero di argilla.
La zona abitabile per il Pottok è sempre più ridotta a causa dell'urbanizzazione di alcune aree e l'aumento di coltivazioni di conifere che cambiano la struttura e la destinazione della terra che non può più essere recuperata.
Grazie alla variabilità ambientale del Paese Basco che contraddistingue l'habitat in cui vive il Pottok, gli esemplari che vivono in zone diverse presentano alcune diversità. Ad esempio l'animale che vive più a valle è mediamente più alto, ha il petto più ampio ed è più fertile.
Ogni gruppo di pony è legato ad un determinato territorio, ma può spostarsi quando sente la presenza di pericoli o per agenti atmosferici avversi seguendo percorsi noti.

## Allevamento
Il sistema di gestione e produzione del Pottok è rimasto pressoché inalterato fin dall'antichità, dal suo addomesticamento non è variato di molto e consiste in un sistema di allevamento estensivo, in semi-libertà e in zone montane, formando gruppi di fattrici e puledri con un solo stallone.
Questo animale, essendo libero in natura, ha sviluppato un forte istinto difensivo e di sopravvivenza. Per questo motivo i gruppi sono mediamente di dimensioni contenute, formati da 10 fino a 30 esemplari. Durante il periodo autunnale e invernale la mandria si divide in gruppi più piccoli formati, di solito, da 5-10 cavalli. Quando giunge la primavera i gruppi si riuniscono.

### Riproduzione
Il pottok, come tutti gli equini, è un animale poliestrale stagionale. Ciò significa che una cavalla presenta più calori durante l'anno, ma tutti concentrati in una stagione, in questo caso la primavera. Il ciclo estrale dura 21 giorni. I puledri maturano precocemente mentre le puledre raggiungono la maturità sessuale nella prima stagione riproduttiva dopo aver già compiuto i due anni di età, ma generalmente la cavalla viene coperta per la prima volta l'anno successivo, a tre anni di età. Generalmente la copertura avviene al tramonto.La gravidanza ha una durata media di circa 11 mesi, al momento del parto la cavalla si allontana dalla mandria per cercare un posto isolato e sicuro. Il parto avviene rapidamente, il puledro si alza immediatamente sulle proprie zampe e si nutre del colostro della madre. La cavalla con il suo puledro si riuniscono al gruppo solo quando il neonato è in grado di seguire la madre agilmente, questo accade entro 2 o 3 giorni dalla nascita. I puledri vengono svezzati a 5-7 mesi di età.

### Comportamento e comunicazione
Questi cavalli interagiscono tra di loro attraverso dei segnali (russi orali amichevoli e nitriti di paura o di rabbia) o segni che realizzano con il corpo (movimenti di coda e orecchie esprimono odio, minaccia, curiosità, dubbio o passione).
Ogni gruppo ha la propria gerarchia e ogni componente della mandria conosce bene tutti gli altri. Gli esemplari dominanti non predominano con la violenza sui subordinati, ma comunicano chiaramente con gesti come movimenti dell'orecchio o della coda. Di norma gli esemplari più anziani ricoprono una posizione dominante. Se in un gruppo manca lo stallone o se quest'ultimo è particolarmente debole può subentrare un altro stallone che non faceva parte della mandria, questo deve sfidare lo stallone del gruppo (se presente) e coprire le femmine prima che la mandria lo riconosca e lo segua. In caso di scontro tra stalloni i due inizialmente si mostrano i denti a vicenda in segno di sfida, poi iniziano lo scontro alzandosi sulle zampe posteriori, la lotta può durare anche più di 20 minuti, alla fine il più debole viene allontanato.
In ogni mandria c'è una cavalla, di solito la più anziana ed esperta, che ha un ruolo di guida verso le altre cavalle. Il maschio, tra la stagione primaverile e quella estiva, cavalca tutte le giumente; quando egli si allontana osserva sempre il gruppo in modo che nessuno altro maschio si possa avvicinare.

## Utilizzo
Il Pottok in passato, era utilizzato per il lavoro nelle miniere, in particolare in Francia e Inghilterra, per il lavoro agricolo e come animale da soma o da macello. Per secoli è stato allevato e impiegato dai contrabbandieri dei Paesi Baschi e Pirenei Orientali.
In Francia, grazie alla tutela e salvaguardia delle razze equine, il Pottok risulta soggetto da sella.
È un animale molto rustico, docile e si presenta ideale per i bambini per avvicinarli al mondo dell'equitazione oppure per il turismo equestre di montagna.

## Storia

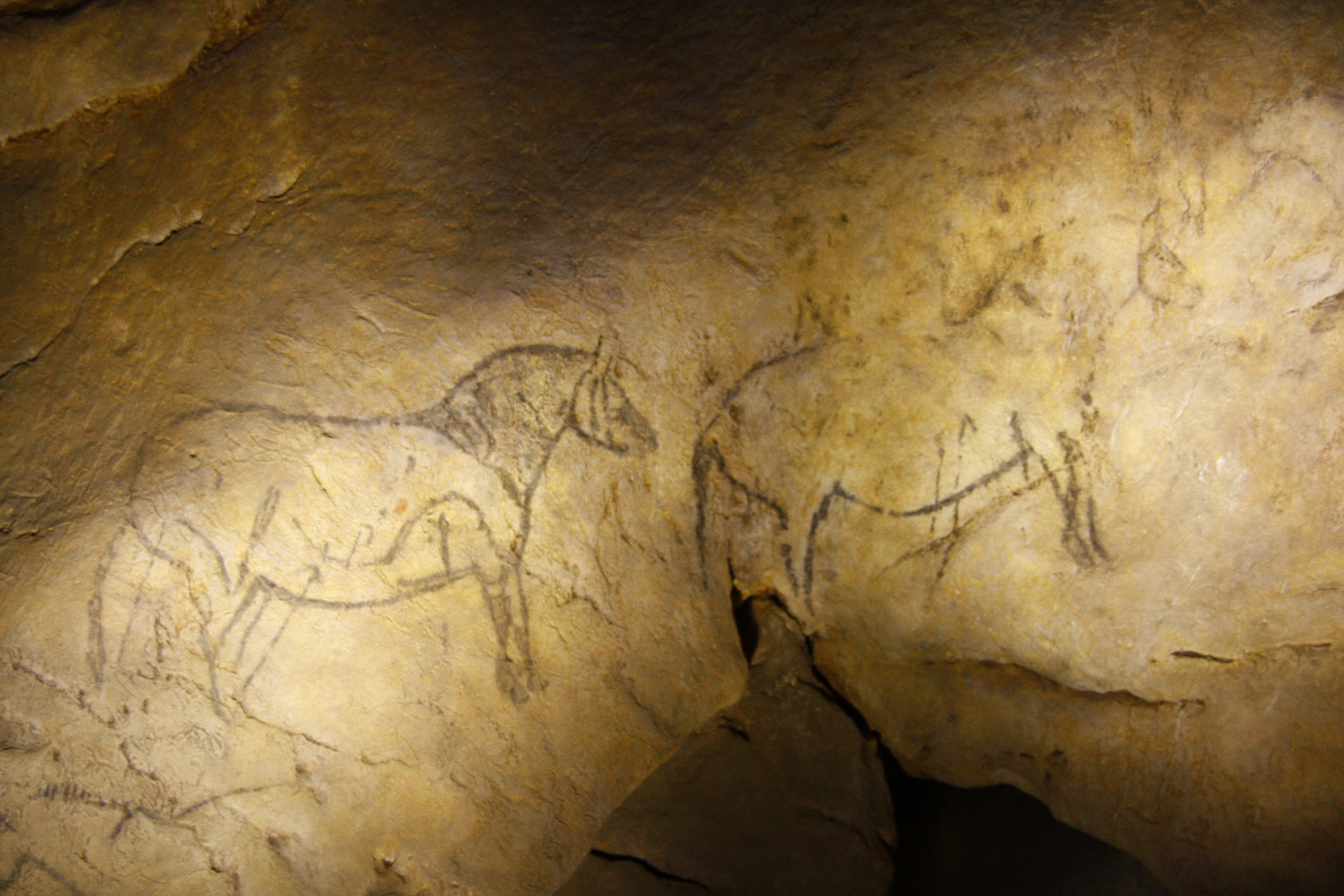
Pittura rupestre in una grotta della provincia di Gipuzkoa probabilmente raffigurante alcuni Pottok

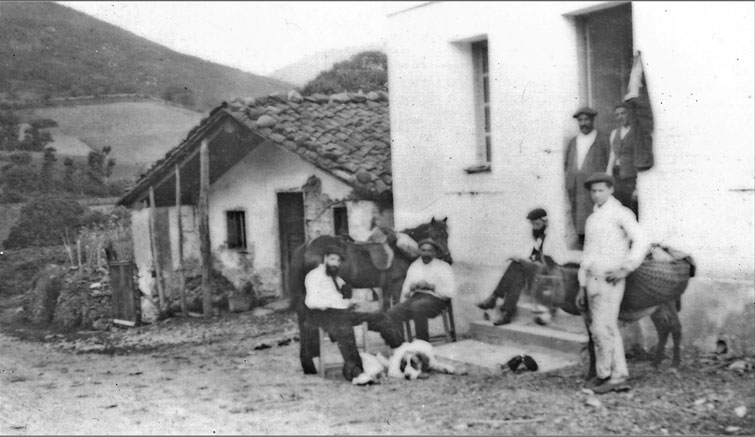
Pottok in una foto del 1898

Gli storici ritengono che questa razza equina fosse utilizzata dal popolo germanico dei Visigoti.
Il Pottok è una razza di cavallo molto antica, infatti si pensa che provengano da piccoli cavalli che abitavano l’Europa sud-occidentale circa un milione di anni fa. Recenti studi affermano che esso risalga all'età del Paleolitico e in particolare che vivesse nelle montagne di Euskal Herria. Sono state ritrovate delle pitture rupestri nelle grotte di Isturitz e Oxocelhaya dove raffiguravano cavalli molto simili all’attuale Pottok. Questi cavalli sono la testimonianza dei cavalli preistorici e sono considerati animali con caratteristiche zootecniche speciali.
Oggigiorno, per via della meccanizzazione e miglioramento del lavoro agricolo e industriale, questo animale è stato emarginato tra le montagne e gli angoli inutili ed è in pericolo di estinzione.

### Storia del libro genealogico

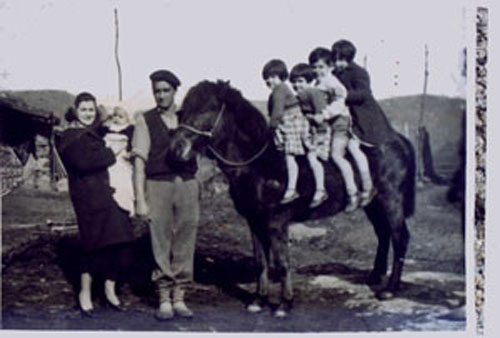
Pottok nella provincia di Gipuzkoa, foto dell'inizio del XX secolo

Gli standard di razza del Pottok vengono riconosciuti per la prima volta nel 1970 esclusivamente dalla regione ad amministrazione francese, l'Iparralde. Solo in seguito, grazie all'ordinanza del 7 giugno 1995 emanata dal ministero dell'industria, dell'agricoltura e della pesca del governo autonomo Basco (Spagna), vengono riconosciuti anche nella comunità autonoma dei Paesi Baschi.
Nonostante le precedenti norme di salvaguardia della razza, il Pottok rimaneva in costante pericolo di estinzione. Si è ritenuto necessario, dunque, stabilire un nuovo prototipo razziale e di configurare un appropriato libro genealogico. Viene, di conseguenza, emessa una seconda ordinanza il 12 novembre 2010 dal ministero dell'ambiente, della pianificazione territoriale,dell'agricoltura e della pesca; pubblicata nel Bollettino ufficiale del Paesi Baschi (BOPV) il 25 gennaio 2011 (2011/354). Quest'ultima regolamenta ufficialmente il libro genealogico del Pony Pottok, inoltre ha lo scopo di dare strumenti per la certificazione di appartenenza alla razza e di unificare gli standard, per di più si regolamentano e si incentivano tecniche di incrocio come il crossbreeding per ridurre la consanguineità, incentivare attività di riproduzione per il recupero della razza e il suo miglioramento genetico.

## Pottok nella cultura di massa

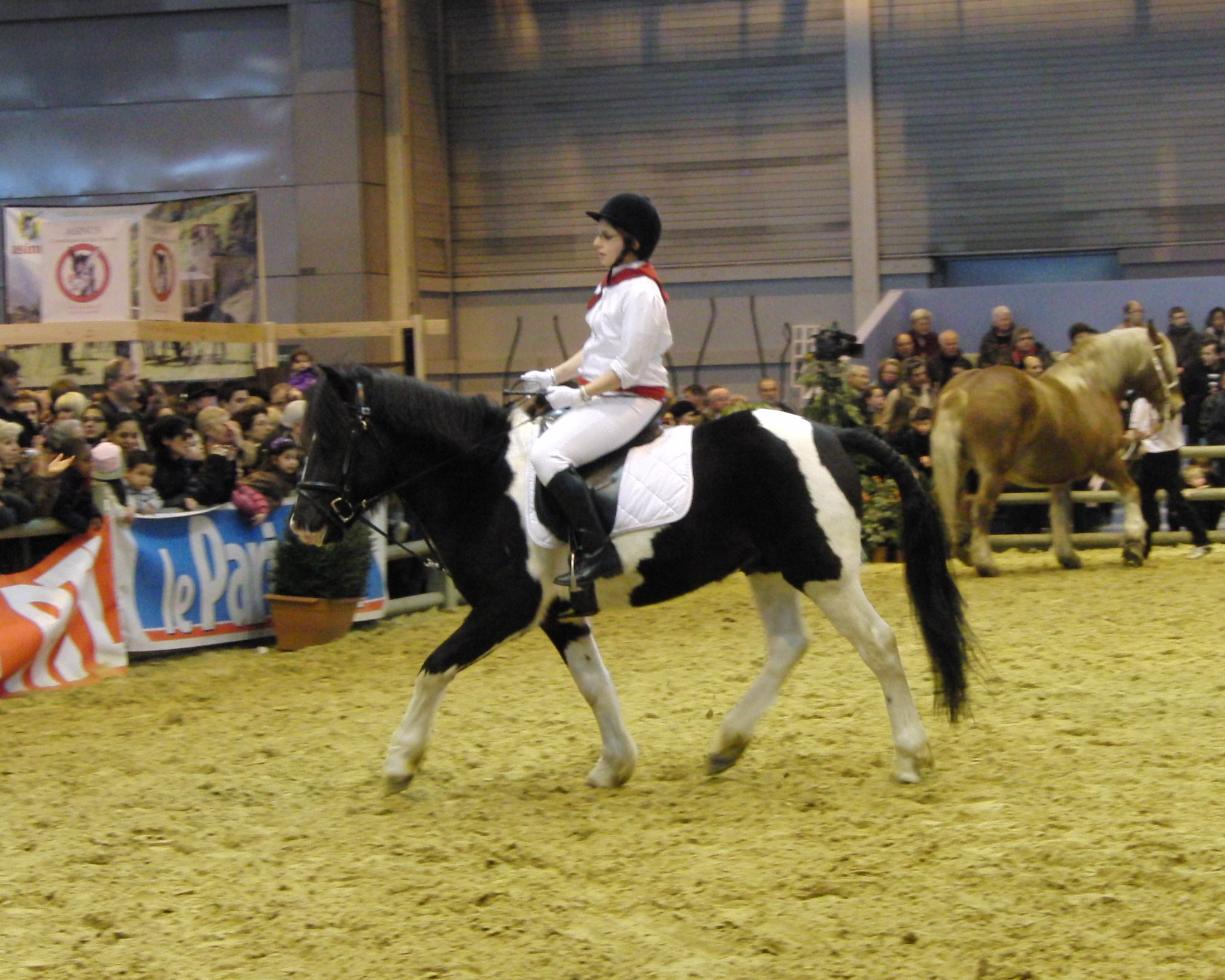
Pottok alla fiera dell'agricoltura di Parigi (2010)

### Fiere
L'ultimo martedì e l'ultimo mercoledì di gennaio, ha luogo ad Espelette, nel dipartimento francese dei Pirenei Atlantici, in Aquitania, la Foire aux Pottoks, dove questi cavalli si possono vendere e comprare.

### Miti e leggende
La razza pottok è parte integrante della cultura e della storia del popolo basco. Di conseguenza sono nate molte leggende a che li vedeva come protagonisti.
Una di queste leggende racconta che per riprodurre il suono dei passi dei Pottok, i Baschi abbiano inventato uno strumento musicale chiamato Txalaparta.
Si racconta che una creatura mitologica sia uscita da una grotta nei pressi di Tardets-Sorholus trasformandosi in un cavallo.

### Altre curiosità
- Pottokiak è il nome con cui vengono chiamati in lingua basca i Puffi[9]
- Nel 1998 la razza fu celebrata, insieme ad altre razze francesi (trottatore francese, Camargue e ardennese), con una serie di francobolli pubblicati da La poste.